# La Uvita
La Uvita là một thị xã và đô thị ở Departamento Boyacá, thuộc phân vùng Northern Boyacá.